# Rio-Reiser-Platz
Der Rio-Reiser-Platz ist ein zentraler Berliner Platz im früher als SO 36 bezeichneten Teil Kreuzbergs des Bezirks Friedrichshain-Kreuzberg. Er ist nach dem Sänger Rio Reiser (1950–1996) benannt.
Der quadratische Platz liegt südlich des Mariannenplatzes, wo er von den sich kreuzenden Straßenzügen Oranienstraße und Mariannenstraße diagonal durchquert wird. Von 1849 bis August 2022 trug der Stadtplatz den Namen Heinrichplatz. 

## Geschichte

### Namensgebung und Entwicklung
Am 7. April 1849 gab die Stadt Berlin dem kleinen Platz den Namen des verstorbenen Prinzen Heinrich von Preußen, einem Großmeister der preußischen Johanniter und jüngeren Bruder des Königs Friedrich Wilhelm III. Die erste Schreibweise nach der Namensgebung war Heinrichs-Platz. Zu dieser Zeit waren dem Stadtplatz keinerlei Adressen oder Parzellen zugeordnet. Im Jahr 1860 wurde lediglich das Privathaus des Maurermeisters Kunst hier angegeben. Als Platz mit postalischer Adresse kommt er im Weiteren in den Adressverzeichnissen nicht wieder vor. Allerdings wechselte später die Schreibweise.
Der Platz und die angrenzenden Abschnitte der Oranienstraße bildeten von Ende der 1990er bis Ende der 2000er Jahre den Mittelpunkt der Kreuzberger Ausschreitungen am 1. Mai, seit 2003 außerdem ein Zentrum des als kulturelles Gegenprogramm entwickelten Myfests. Auch die erste Gemüseschlacht zwischen Friedrichshain und Kreuzberg, die seit 1998 jährlich auf der Oberbaumbrücke durchgeführt wird, fand 1995 auf dem damaligen Heinrichplatz statt und wurde von den Kämpfern der KPD/RZ gewonnen.
Überregionale Bekanntheit erreichte der Platz auch durch seine traditionsreichen Cafés und Kneipen. Zentrale Szenen des Romans Herr Lehmann und seiner Verfilmung spielen sich in der Kneipe Zum Elefanten am Heinrichplatz ab. Der ebenfalls am Heinrichplatz ansässigen Kneipe Zum goldenen Hahn setzte Bernd Kramer in zwei Büchern ein Denkmal. Kramer und Thomas Kapielski hatten bei der UNESCO beantragt, die Kneipe auf die Liste des Weltkulturerbes zu setzen. Das traditionsreiche Café Jenseits wurde über 20 Jahre lang von Clement de Wroblewsky betrieben, bis dieser Ende 2009 aufgrund von Mieterhöhungen des neuen Hausbesitzers und Vorschriften zum Rauchverbot aufgab.

### Umbenennung
Im Jahr 2017 stellte Die PARTEI in der Bezirksverordnetenversammlung (BVV) Friedrichshain-Kreuzberg einen Antrag auf Umbenennung des Heinrichplatzes in Arbeitsplatz. Der Antrag wurde mit fünf Dafürstimmen, zwölf Gegenstimmen und einer Enthaltung abgelehnt.
Im Jahr 2018 gab es eine schriftliche Befragung von Anwohnern und außerdem auf einer Beteiligungsveranstaltung im November 2019 eine Umfrage über die Benennung eines Platzes im historischen Postzustellbezirk SO 36 nach dem Sänger Rio Reiser. Nachdem sich eine Mehrheit für die Umbenennung des Heinrichplatzes in Rio-Reiser-Platz ausgesprochen hatte, wurde das Ergebnis als Beschlussempfehlung in die BVV eingebracht. An der geplanten Umbenennung kritisierten Anwohner die hohen Kosten für die Umbenennung und die Wahl eines männlichen Namenspatrons für den Platz. Ziel des Bezirks ist es eigentlich, bei Neu- und Umbenennung vor allem Frauen zu ehren, da der Anteil an Straßen und Plätzen mit weiblichen Namensträgern nur rund zehn Prozent beträgt. Der Bezirk nannte Reisers offen gelebte Homosexualität, für die damalige Zeit mutig, und eine gewünschte stärkere Präsenz von LGBTQ-Personen im Straßenbild als Begründung.
Am 27. November 2019 beschloss die BVV mit großer Mehrheit, den Platz in Rio-Reiser-Platz umzubenennen. Dies sollte im Rahmen einer Feier zum 70. Geburtstag Reisers im September 2020 geschehen, wurde aber aufgrund der COVID-19-Pandemie ausgesetzt. Anschließend war die Umbenennung für den 12. Juni 2021 geplant, wurde jedoch wegen der Einsprüche von Anwohnern bis zu einer juristischen Klärung erneut verschoben.
Die Umbenennung fand schließlich im Rahmen eines Festaktes am 21. August 2022 statt, an dem auch Kulturstaatsministerin Claudia Roth (Grüne) teilnahm, die von 1982 bis 1985 Managerin der Band Ton Steine Scherben war. Die Band, deren Mitglied Reiser vor seiner Solokarriere gewesen war, spielte zu Ehren Reisers einige ihrer Lieder.

## Bauwerke

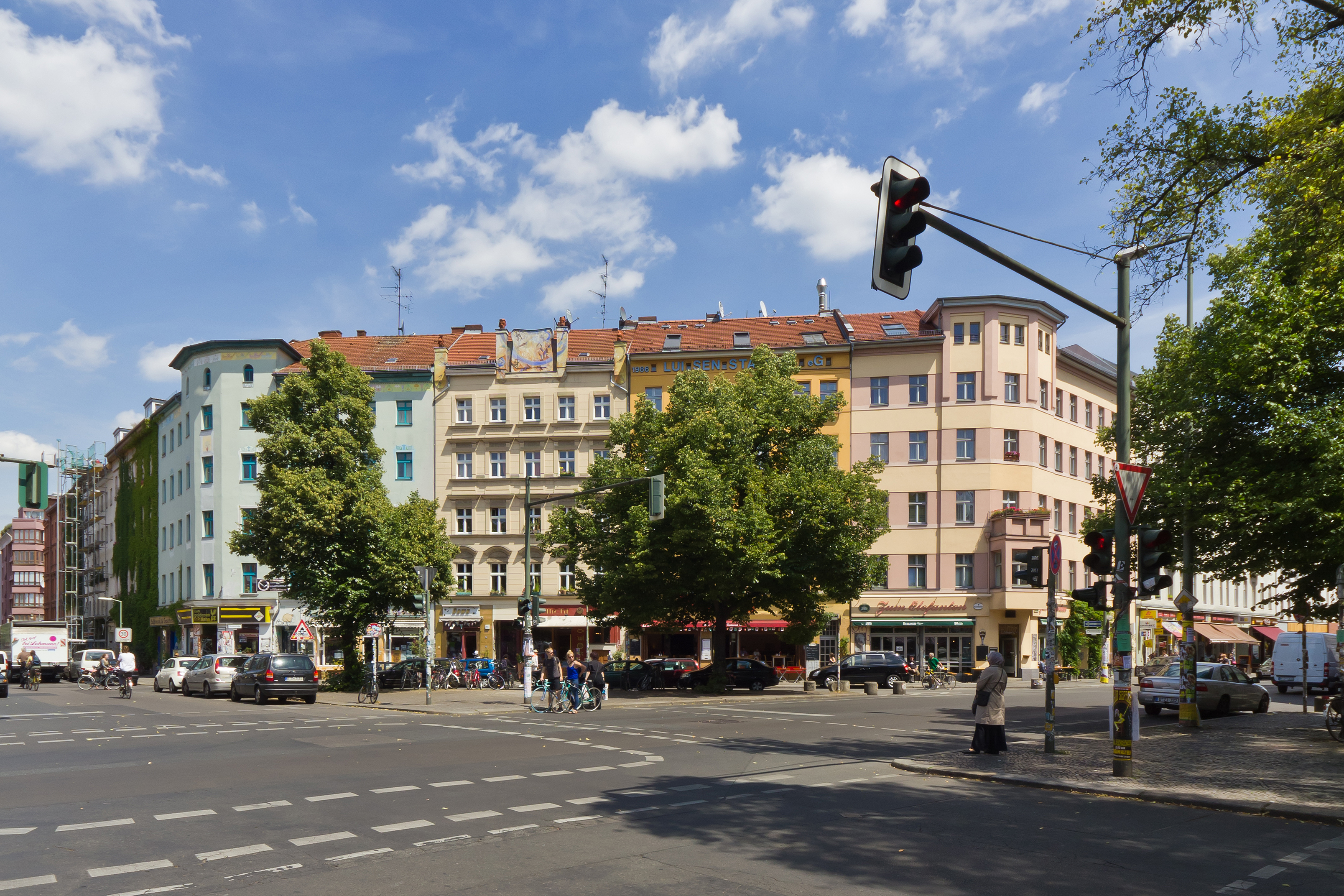
Blick von der Süd-Ost-Seite auf die Häuser Oranienstraße 10–14

Die an den Platz angrenzenden Mietshäuser (Oranienstraße 12–18 auf der Nord- und 191–198 auf der Südseite) wurden (bis auf das in den 1980er Jahren neuerrichtete Gebäude Oranienstraße 195) zwischen 1860 und 1866 erbaut. Alle Gebäude sind Bestandteil des unter Denkmalschutz stehenden Bauensembles Oranienstraße. Ebenfalls denkmalgeschützt ist der um 1905 nach einem Entwurf von Alfred Grenander erbaute Kiosk auf dem Platz. Schräg gegenüberliegend vom Kiosk befand sich ein historisches Pissoir, das 1989/1990 zur Instandsetzung abgetragen wurde; eine Wiederaufstellung erfolgte allerdings nicht.
Von der Mariannenstraße Ecke Skalitzer Straße zu sehen ist das Wandbild Astronaut Cosmonaut des französischen Streetart-Künstlers Victor Ash, das sich auf der Brandwand eines am Platz stehenden Wohnhauses befindet.

## Rezeption
Der ehemalige Name Heinrichplatz wird in dem Lied Hurra die Welt geht unter von K.I.Z und Henning May erwähnt, ebenso in Sebastian Lotzers Begrabt mein Herz am Heinrichplatz. Quetschenpaua besang 1993 im Lied Ufo die Landung eines solchen auf dem Heinrichplatz. Die Berliner Band Il Civetto veröffentlichte 2021, ein Jahr vor der Umbenennung, das Lied Rio-Reiser-Platz.